# Associazione Calcio Cesena 1950-1951
Questa voce raccoglie le informazioni riguardanti l'Associazione Calcio Cesena nelle competizioni ufficiali della stagione 1950-1951.

## Rosa
| N. |                   | Ruolo | Calciatore       |
| -- | ----------------- | ----- | ---------------- |
|    | Italia (bandiera) | A     | Emilio Barbero   |
|    | Italia (bandiera) | D     | B. Bertozzi      |
|    | Italia (bandiera) | C     | Emilio Bonci     |
|    | Italia (bandiera) | C     | R. Bonci         |
|    | Italia (bandiera) | D     | G. Busi          |
|    | Italia (bandiera) | C     | S. Casadei       |
|    | Italia (bandiera) | A     | Sergio Geminiani |
|    | Italia (bandiera) | C     | M. Lambertini    |

| N. |                   | Ruolo | Calciatore     |
| -- | ----------------- | ----- | -------------- |
|    | Italia (bandiera) | A     | P. Matteucci   |
|    | Italia (bandiera) | C     | Enrico Pratesi |
|    | Italia (bandiera) | P     | Carlo Rognoni  |
|    | Italia (bandiera) | A     | G. Salvadori   |
|    | Italia (bandiera) | D     | F. Severi      |
|    | Italia (bandiera) | A     | R. Turci       |
|    | Italia (bandiera) | C     | Leo Zavatti    |